# سانینسکویه
سانینسکویه (انگلیسی: Sanninskoye) یک شهرک در شهرستان بلاگووشچنسکی باشقیرستان کشور روسیه است.